# Clément Parent

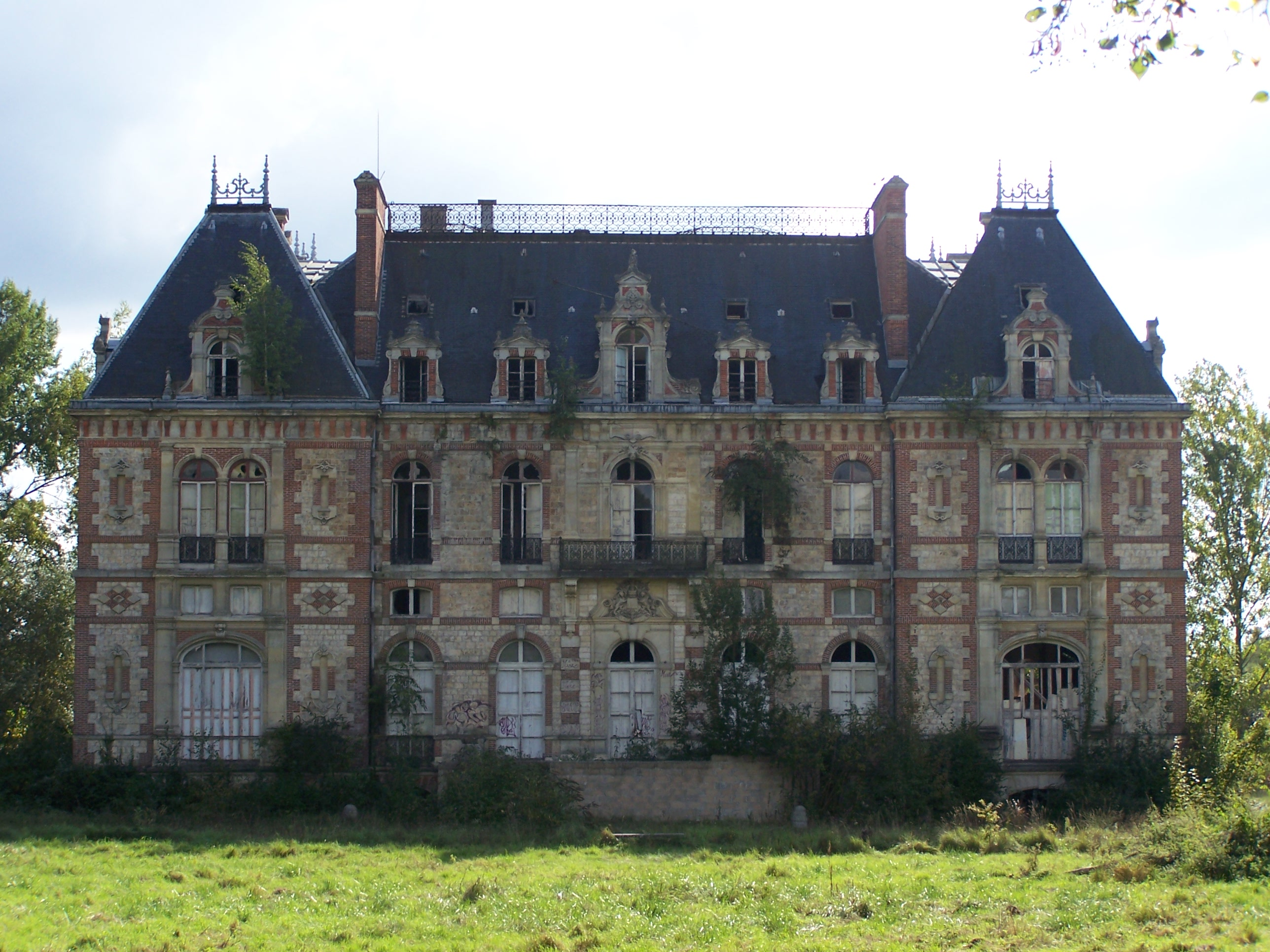
Az Yvelines-ben fekvő, Clément Parent által átépített kastély

Clement Parent (François Clément Joseph Parent) (1823–1884) francia építész.

## Élete
François Clément Joseph Parent francia építész. Apja Aubert Parent (1753-1835) építész, bátyja Henri Parent (1819–1895) építész volt. Nevéhez több híres épület, kastély átépítése, újjáépítése fűződik többek között Franciaországban és Belgiumban is
Mostohaapjával, a szintén építész Joseph-Antoine Froelicherrel közösen 1847–1849 között Franciaországban ő építette újjá a Bonnelles közelében, Saint-Arnoult-en-Yvelines-ben (Yvelines megye) fekvő kastélyt is, mely Uzès hercegének (Gerard Crussol Uzes 1808–1872) kedvenc vadászkastélya, tartózkodási helye volt.
Belgiumban ugyancsak ő építette újjá, illetve modernizálta a 14. századi 4 tornyú; 1864-ben gróf Kint de Roodenbeke által megvásárolt OOIDONK kastélyt is. A gróf azzal a feladattal bízta meg Clément Parent-t, hogy reneszánsz megjelenésének károsodása nélkül modernizálja a várat.
1875 és 1878 között tanítványa volt a magyar szecesszió legbefolyásosabb építésze Lechner Ödön is.
Fia, Louis Parent (1854–1909), szintén építész volt.